# Cazenovia (villa)
Cazenovia es una villa ubicada en el condado de Madison en el estado estadounidense de Nueva York. En el año 2000 tenía una población de 2,614 habitantes y una densidad poblacional de 641 personas por km².

## Geografía
Cazenovia se encuentra ubicada en las coordenadas 42°55′53″N 75°51′4″O / 42.93139, -75.85111.

## Demografía
Según la Oficina del Censo en 2000 los ingresos medios por hogar en la localidad eran de $43,611, y los ingresos medios por familia eran $61,750. Los hombres tenían unos ingresos medios de $45,662 frente a los $30,893 para las mujeres. La renta per cápita para la localidad era de $23,424. Alrededor del 7% de la población estaban por debajo del umbral de pobreza.